# 石磯娘娘

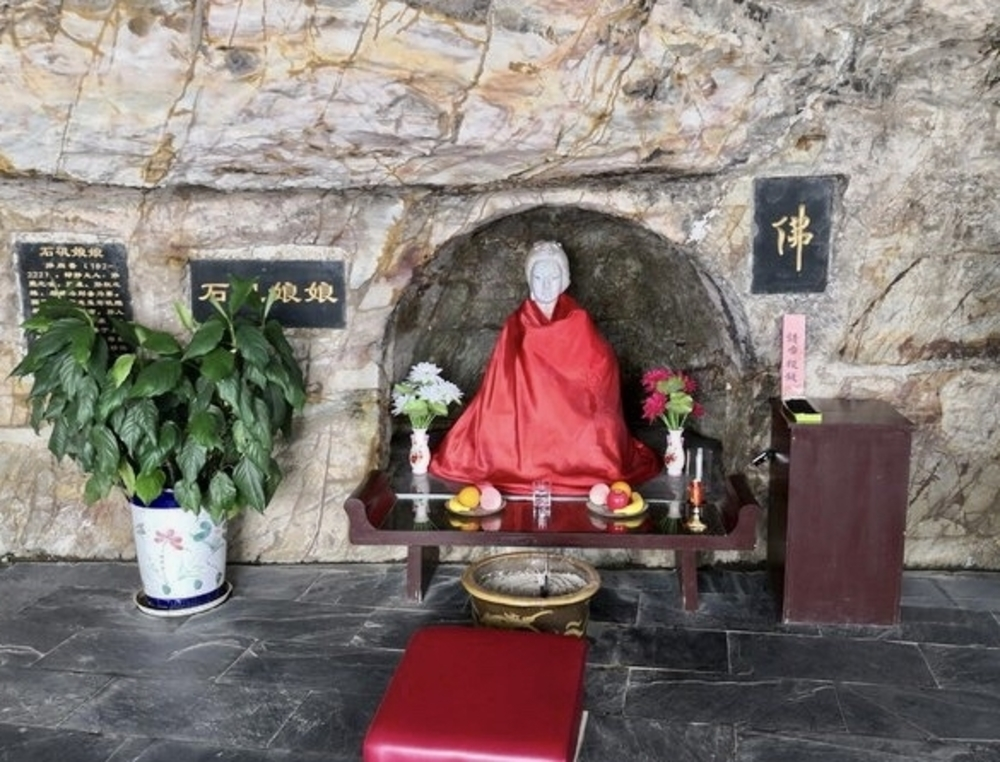
三元洞寺的石磯娘娘坐像

石磯娘娘是中國信仰和道教中的一名女神。在成為女神之前，祂是一個萬年女妖。它原本是一塊石頭，誕生於天地之外，在混沌時代和玄黃時代。
石磯原為神話經典《三教搜神大全》中的正神，在中國小說《夷堅志》和《封神演義》中作為哪吒的對手出現。

## 傳說故事
在中國的傳說中，石磯原為一塊接收了日月精華的天然石頭。據說石磯誕生於宇宙之外，經過地、水、火、氣等條件的考驗，成為一個神靈。經過一萬年的修煉，這塊頑固的石頭最終通過精神過程變成一個人形。
後來石磯被天師通天教主收為弟子。得道之後，仍然需要數千年的時間進行修煉。雖然修煉的速度很慢，但由於無數年的努力，石磯對道有了深刻的理解。就祂的綜合實力而言，還在太乙真人之上。

### 《夷堅志》
宋朝時就已經有相關描寫。宋洪邁《夷堅志》中記載茅山道士以「那吒火球咒」來擊退石精的故事，「值黑物如鐘，從林間出。知為石精，遂持哪吒火球咒，俄而見火球自身出，與黑塊相擊。」

### 《封神演義》
石磯住在骷髏山的白骨洞裡，祂門下有兩個徒弟，即碧雲童子和彩雲童兒。有一天，哪吒射了一箭，無意中殺死了門下的碧雲童子。石磯為了幫碧雲童子報仇而欲殺掉哪吒和他父親李靖。哪吒敵不過石磯，他的師傅太乙真人來保護他。太乙真人襲擊了石磯，用九龍神火罩灼燒祂。在石磯被困住時，太乙真人召喚出幾條神龍，向罩中發射大量的火焰，瞬間殺死石磯，並使祂變回原形，成為一塊熔化的岩石。祂死後，姜子牙將石磯神化為月遊星。

## 觀點
石磯雖然站在法律和秩序的一邊，但卻被描繪成僵化和缺乏同情心。此外，雖然敖廣和石磯都是似神的存在，但在《封神演義》中卻是惡魔般的人物。哪吒對他們的罪刑是偶然的，他保護自己——儘管是過度的——不受他們攻擊性的懲罰企圖的影響。根據前面的論點，也可以認為這些情況有助於作者為哪吒精心構建一條同情之路。
石磯還與孫悟空或賈寶玉的天地所生之石有關。

## 信仰
石磯在中國民間信仰中受到崇拜，被稱為「石磯娘娘」或「月遊星君」。
供奉石磯娘娘的三元洞寺位於馬鞍山市西南五里的採石磯，建有一尊石磯娘娘坐像。

## 类似故事
- 西特洛康，为台灣達悟族傳說中由石頭變成的人